# Universiteit van Genève

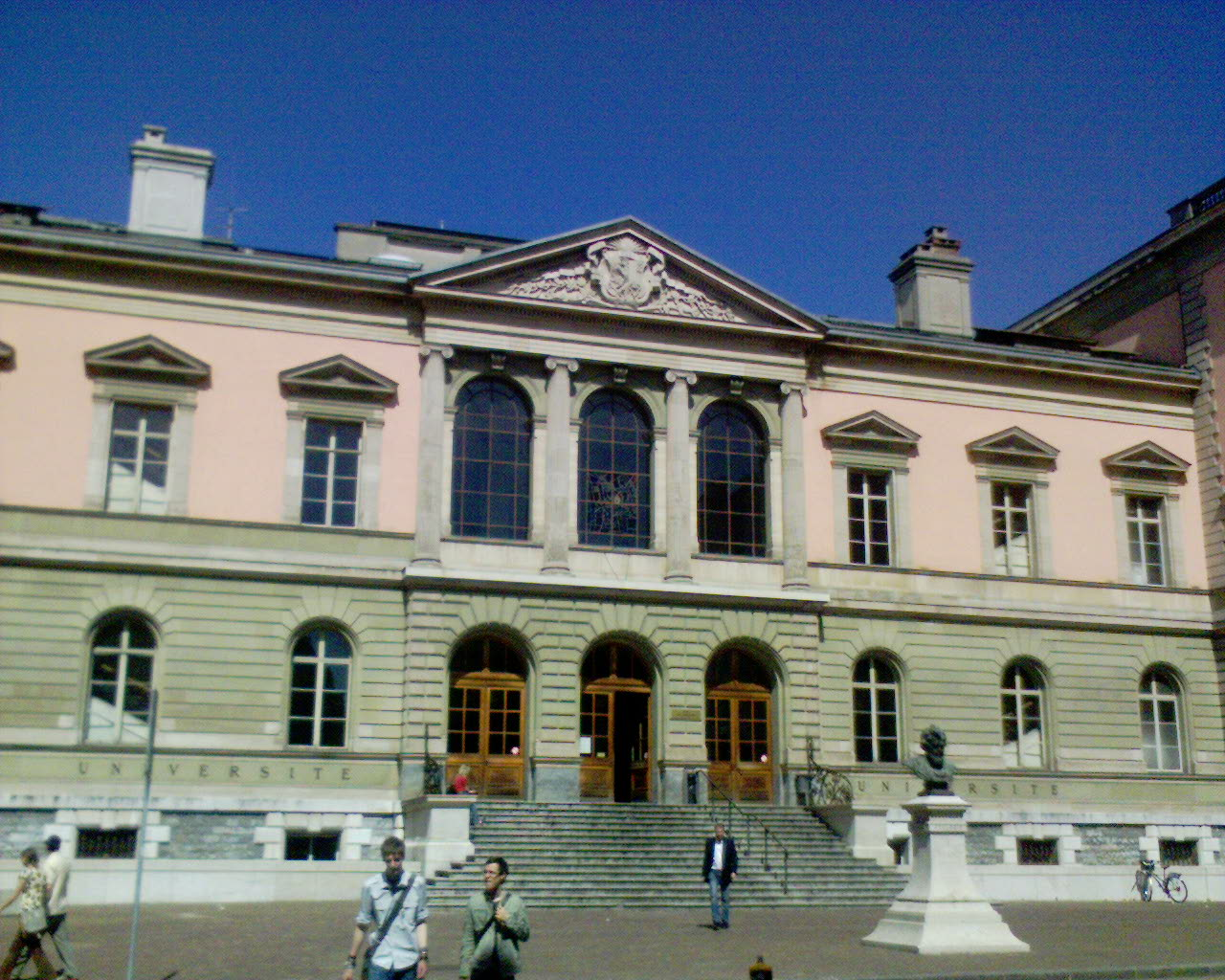
Het Uni-Bastions-gebouw

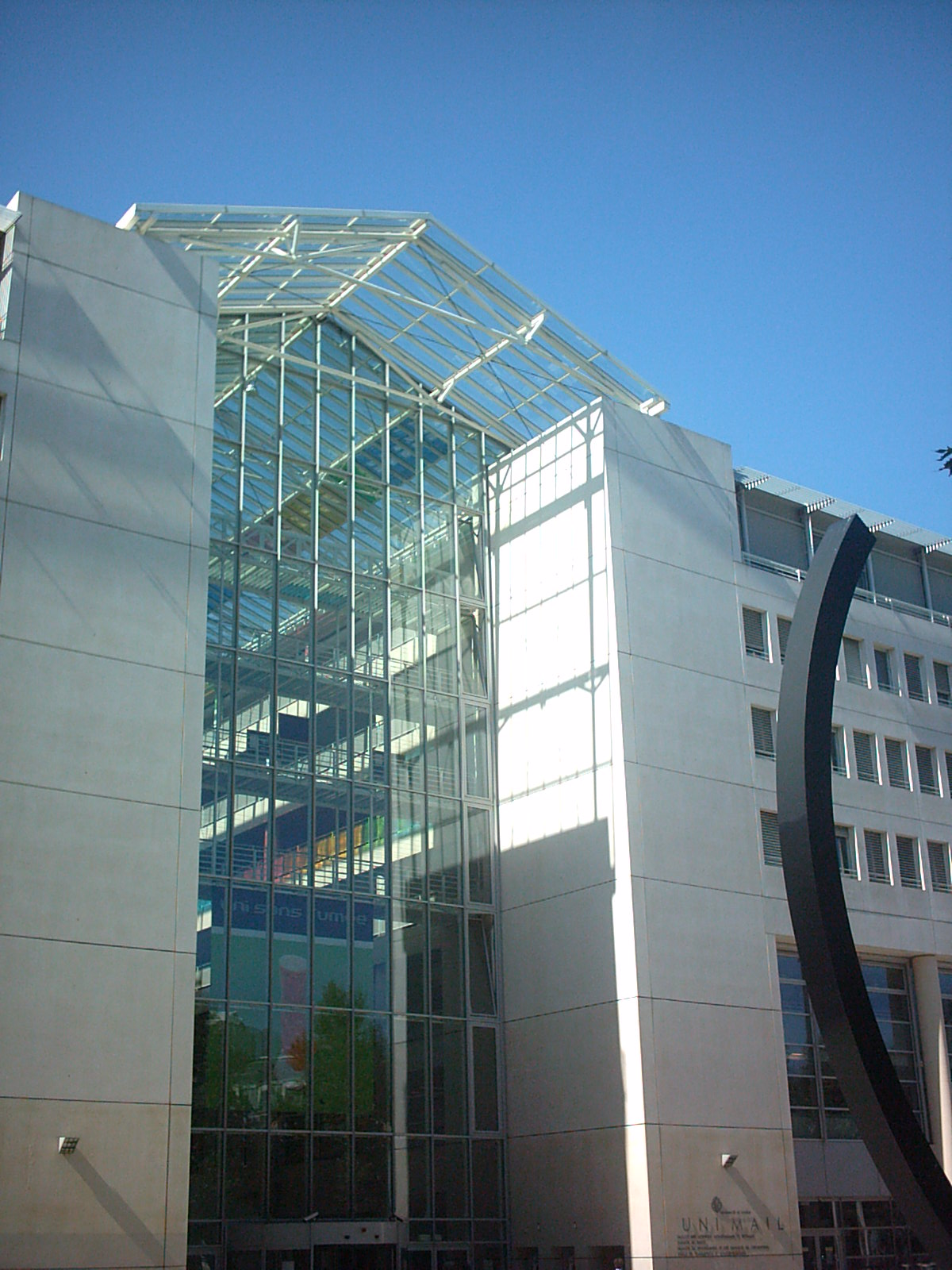
Faculteit economische en sociale wetenschappen

De Universiteit van Genève (Frans: Université de Genève) is een universiteit in Genève, Zwitserland. Colleges worden vooral in het Frans gegeven.

## Geschiedenis
De universiteit is in 1559 opgericht door Johannes Calvijn als een theologisch seminarie, waar je ook rechten kon studeren. In de 17e eeuw werd de universiteit een centrum voor verlichte denkers. In 1873 werd de universiteit een seculiere onderwijsinstelling. In 1900 was Marguerite Champendal de eerste vrouw die een doctoraat in de geneeskunde behaalde aan de Universiteit van Genève. In 2009 vierde de universiteit haar 450-jarige bestaan met grote feesten. Vandaag de dag is de universiteit de op een na grootste universiteit van Zwitserland. De universiteit stond in 2009 op de 72e plaats in de lijst van de top 100 van beste universiteiten ter wereld.

## Faculteiten
De universiteit bestaat uit acht faculteiten:
- Faculteit der Natuurwetenschappen
- Faculteit der Geneeskunde
- Faculteit der Kunsten
- Faculteit der Economische en Sociale wetenschappen
- Faculteit der Rechtsgeleerdheid
- Faculteit der Protestantse theologie
- Faculteit der Psychologie en Pedagogische wetenschappen
- School voor vertaling en interpretatie

## Professoren
Onder meer volgende personen waren actief als professoren aan de Universiteit van Genève:
- Jean-François Aubert (1931-), jurist[4]
- Gabrielle Antille Gaillard (1944-), econome[5]
- Louis Bourget (1856-1913), medicus en apotheker
- Ariane Etienne-Kfouri (1935-2010), psychologe[6]
- Alfred Gautier (1858-1920), jurist en penalist[7]
- Robert Guex (1881-1948), jurist en civilist[8]
- Bärbel Inhelder (1913-1997), psychologe[9]
- Valentine Lenoir-Degoumois (1920-2000), juriste[10]
- Cléopâtre Montandon (1941), antropologe en sociologe[11]
- Anne-Marie Piuz (1923-2010), economische historica[12]
- Simone Rous (1934-1990), chemica[13]

## Alumni
- Marguerite Champendal (1870-1928), arts[1]
- Laurence Chauvy (1959-), schrijfster, dichteres, journaliste en kunstcritica[14]
- Fernand Corbat (1925-2010), journalist, bestuurder en politicus[15]
- Agnes Debrit-Vogel (1892-1974), journaliste en feministe[16]
- Marthe Ernst-Schwarzenbach (1900-1967), biologe[17]
- Frida Imboden-Kaiser (1877-1962), arts
- Guy Fontanet (1927-2014), advocaat en politicus[18]
- Marguerite Frick-Cramer (1887-1963), historica en lid van het Internationaal Comité van het Rode Kruis
- Marius Lampert (1902-1991), econoom, onderwijzer en politicus[19]
- Eva Lombard (1890-1978), missiearts
- Iris von Roten (1917-1990), advocate, redactrice, feministe en schrijfster
- Henriette Saloz-Joudra (1855-1928), Russisch-Zwitserse arts
- Françoise Saudan, politica[20]
- Johan Sickinghe (1576-1652), landedelman en bestuurder
- Aimée Stitelmann (1925-2004), vluchtelingenhelpster, pedagoge en onderwijzeres[21]
- Alice Wiblé (1895-1967), letterkundige en feministe[22]

## Eredoctoraten
Onder meer volgende personen verkregen een eredoctoraat aan de Universiteit van Genève:
- 1909: Fritz Henri Mentha (1858-1945), jurist[23]
- 1911: Théodore Turrettini, ingenieur en politicus[24]
- 1968: Gérard Bauer, diplomaat en politicus[25]